# Anita Düvel
Anita Düvel (auch Anita Düvell und Anita Düwell; * 20. Dezember 1903 als Natalie Anita Charlotte Auguste Schweißhelm in Otterndorf; † 12. April 1976 in Prien am Chiemsee) war eine deutsche Schauspielerin bei Theater und Film.

## Leben und Wirken
Die Tochter des Gerichtsvollziehers Gustav Schweißhelm und seiner Gattin Margarethe, geb. Schenckemeyer, besuchte das Lyzeum und ließ sich anschließend an einer Schauspielschule ausbilden. Seit 1934 wirkte die Künstlerin an Berliner Spielstätten wie dem Theater Unter den Linden, der Kleinen Komödie und dem Volkstheater. Zeitgleich begann Anita Düvel intensiv zu filmen. In nur sechs Jahren sah man sie in zwei Dutzend Filmen. Dort übernahm sie zumeist Nebenrollen und hatte Spitzenstars wie Käthe Gold, Brigitte Helm, Harry Piel, Willy Fritsch, Heinrich George, Lil Dagover und Hans Moser zu Partnern.
1941 heiratete Anita Düvel in München den bayerischen Gutsbesitzer Carl Hermann von Lang-Puchhof und beendete ihre Filmlaufbahn. Bis 1943 wirkte sie noch am Münchner Staatsschauspiel unter der Intendanz Alexander Gollings. Nach dem Zweiten Weltkrieg lebte sie mit ihrem Gatten in Rottach-Egern und München. Seit 1959 verwitwet, starb sie 1976 in Prien am Chiemsee und wurde im Familiengrab in Egern beigesetzt.

## Filmografie
- 1934: Grüß mir die Lore noch einmal
- 1935: Amphitryon – Aus den Wolken kommt das Glück
- 1935: Mazurka
- 1935: Ein idealer Gatte
- 1935: Das Mädchen vom Moorhof
- 1936: Der Dschungel ruft
- 1936: Liebeserwachen
- 1936: Befehl ist Befehl
- 1936: Boccaccio
- 1937: Die gläserne Kugel
- 1937: Karussell
- 1937: Brillanten
- 1937: Der Biberpelz
- 1937: Das große Abenteuer
- 1938: Rätsel um Beate
- 1940: Der Herr im Haus
- 1940: Feinde
- 1940: Im Schatten des Berges